# Здоровець Денис Богданович
Дени́с Богда́нович Здоровець (нар. 25 вересня 1994 — 3 листопада 2016) — молодший сержант Збройних сил України, учасник російсько-української війни.

## Життєпис
Народився 1994 року в місті Київ. 2010 році закінчив 9 класів київської ЗОШ. Вихованець київської школи регбі, був гравцем київської команди «Авіатор» до 2014 року та молодіжної збірної Центрального регіону. 2010 року вступив до Деснянського економіко-правового технікуму при МАУП. Здобув диплом молодшого спеціаліста і працював помічником депутата. Полюбляв їздити на велосипеді.
27 лютого 2016 року підписав 3-річний контракт, до 29 квітня проходив підготовку на полігоні «Десна», після чого вирушив на фронт. Молодший сержант, стрілець-санітар взводу 1-го механізованого батальйону, 72-га окрема механізована бригада.
3 листопада 2016-го загинув о дванадцятій годині ночі в часі мінометного обстрілу, вчиненого терористами по промзоні міста Авдіївки — внаслідок прямого влучання 120-мм міни в окоп.
9 листопада 2016 року похований на міському кладовищі «Берковець».
Без Дениса лишилися батьки.

## Нагороди та вшанування
- Указом Президента України № 522/2016 від 25 листопада 2016 року «за особисту мужність і високий професіоналізм, виявлені у захисті державного суверенітету та територіальної цілісності України, вірність військовій присязі» — нагороджений орденом «За мужність» III ступеня (посмертно)[1]